# Franz Jägerstätter (Oper)
Franz Jägerstätter ist eine Oper des Komponisten Viktor Fortin mit einem Libretto von Gerd Linke, die zum Gedenken an den von den Nationalsozialisten hingerichteten Wehrdienstverweigerer Franz Jägerstätter komponiert wurde. Sie wurde am 22. September 2007 in der Franziskanerkirche in Graz uraufgeführt.

## Opernstoff
Vom Grazer Opernsänger Wolfgang Müller-Lorenz angeregt, verfasste Viktor Fortin mit dem steirischen Librettisten Gerd Linke die textlichen Vorlagen für die Oper Franz Jägerstätter. Die von Jägerstätters Frau Franziska freigegebenen Briefe ihres Mannes und das Buch Franz Jägerstätter von Erna Putz dienten als Grundlage für den Stoff des Librettos. 
Das ständige Handeln nach dem Gewissen und die konsequente Widerstandskraft bilden das Grundgerüst des Operninhalts. In der Oper wird die beeindruckende Geschichte des einfachen Bauern und Mesners aus dem Innviertel erzählt, dem sein Gewissen nicht erlaubte, für das Hitlerregime Wehrdienst zu leisten. Der gläubige Katholik hatte nicht nur den Verstand, das menschenverachtende Naziregime Hitlers zu durchschauen, sondern auch den Mut, sich den vorherrschenden Meinungen seiner Mitmenschen entgegenzustellen. Franz Jägerstätter wurde im August 1943 enthauptet und seine Frau Franziska bis in die 1960er Jahre hinein geächtet. 
In Franz Jägerstätters Persönlichkeit ist in diesem Werk der kompromisslose Glaube unübersehbar. Diese starke Grlaube weckt ihm die Bereitschaft, für seine Überzeugung bis ans Äußerste zu gehen und trotzdem tolerant gegenüber anders denkenden Mitmenschen zu wirken.

## Musik
Musikalisch betrachtet vermischt Viktor Fortin gekonnt Sangbares, „ins Ohr Gehendes“, mit zeitgenössischen Elementen. Weiters fügt er in die Musik des 21. Jahrhunderts sehr populäre Melodien ein, welche die Einfachheit schlichten bäuerlichen Glaubens ausdrücken sollen. Im  8. und 9. Bild wird die Persönlichkeit Franz Jägerstätter mit einer Soloviola charakterisiert, welche laut Viktor Fortin die Bescheidenheit und Unaufdringlichkeit – bei markelloser Tonschönheit – der Person darstellt. Wolfgang Müller-Lorenz skizziert den Komponisten als „Neutöner mit Mut zur Melodie“.

## Handlung
Die Oper ist in zehn Bilder gegliedert, die fließend ineinander übergehen. Um den musikalischen und szenischen Bruch zwischen ländlicher Idylle und dem Hitlerregime radikal nachvollziehbar zu machen, wählte der Komponist für das erste Bild den Kirchtag in St. Radegund. Da aus technischen Gründen am Aufführungsort die Kirchtagsszene nicht realisierbar war, trat an seine Stelle die Familienszene.
1. Familienszene: Franz probt mit seinen Töchtern das Lied: Ich bin die Auferstehung und das Leben.
2. Franz und Franziska – Die Einberufung: In dem darauf folgenden Bild wird die sehr liebevolle und friedliche Atmosphäre im Hause Jägerstätter durch das Eintreffen des Einberufungsbefehls gestört.
3. Stimmen in der Gemeinde: Das dritte Bild beschreibt das politische und menschliche Aufeinanderprallen gegensätzlicher Charaktere bei der Gemeinderatssitzung in Radegund.
4. Gespräch mit dem Bischof – Traumerzählung: Im Höhepunkt der Oper berichtet Jägerstätter dem Linzer Bischof Josephus Calasanz Fließer von seinen, gegen den Nationalsozialismus gedeuteten Träumen, womit er auf völliges Entsetzen stößt (Zwei Herren, sagt die Schrift, kann man nicht dienen!).
5. Der Abschied – am Bahnhof: Der Abschied des Ehepaars ist mit vielen Angst- und Trauergefühlen verbunden.
6. Monolog Franz – zweifeln und endgültige Entscheidung: Bild 6 beschreibt das starke Zweifeln Jägerstätters an seiner Haltung gegenüber dem Nationalsozialismus. Er wird jedoch durch eine Erscheinung seiner Frau Franziska wieder auf den eigenen Weg zurückgeführt.
7. Streit mit der Schwiegermutter: Franziska beschuldigt ihre Schwiegertochter, Franz dazu ermutigt zu haben, seine Familie zu verlassen und in den Tod zu ziehen. Somit beschließt Franziska nach Berlin zu fahren, um ihren Mann umzustimmen, obwohl ihr völlig bewusst ist, dass ihr das nicht gelingen wird.
8. Militärtribunal – das Urteil: In der Gerichtsverhandlung verschafft sich Jägerstätter durch seine selbstbewusste Haltung zwar großen Respekt, wird aber dennoch zum Tode verurteilt.
9. Der Brief – Franziska und die Kinder: Die vorletzte Szene spielt wieder im Hause Jägerstätter. Franziska liest ihren drei Töchtern den letzten Brief ihres Mannes vor.
10. Der Gang zur Richtstätte: Die Schlussszene deutet die Hinrichtung Jägerstätters an. Mit dem a cappella gesungenen Kanon trägt der Chor zur Steigerung der Wirkung dieses „Gangs ins Licht“ bei.

## Uraufführung
Unter der musikalischen Leitung von Manfred Mayrhofer wurde die Oper am 22. September 2007 in der Grazer Franziskanerkirche (Regie: Paul Flieder) uraufgeführt. Der Förderverein für zeitgenössische Musik Musica forte übernahm die Organisation dieses Projektes.